# Пристовбурні виробки
Пристовбурні виробки, іноді пристволові виробки – гірничі виробки, які утворюють пристовбурний (приствольний) двір. П.в. з'єднують стовбури з іншими виробками шахти і служать для транспорту вантажів, пересування людей, подачі свіжого і виносу відпрацьованого повітря і ін. Включають також ряд камер для: насосної центрального водовідливу, центральної електропідстанції, протипожежного поїзда, диспетчерського пункту, гаража для електровозів, медпункту та ін. Крім того, будуються водозбірник, склад вибухових матеріалів і хідники різного призначення. Для збереження п.в. їх розташовують у стійких породах. П.в. функціонують протягом всього терміну експлуатації шахти, тому їх кріплення виконують: для камер – монолітними бетоном і залізобетоном; горизонтальних виробок – металевим рамним кріпленням, бетоном, анкерним кріпленням, набризк-бетоном, тюбінгами, блоками, залізобетонними стояками і металевими верхняками. Об'єм всіх п.в. одного пристовбурного двора від 7 до 20 тис. м3.